# Luigi Cagnazzo
Luigi Cagnazzo (Roma, 5 settembre 1956) è un ex cestista italiano.

## Carriera
Ha giocato in Serie A con Udine, Siena, Cantù, Libertas Livorno e Brescia